# Univerzita ve Skopji
Univerzita ve Skopji (celým názvem: Univerzita svatých Cyrila a Metoděje Skopje, makedonsky: Универзитет "Св. Кирил и Методиј" – Скопје) byla založena v roce 1949.
Univerzita je členem Mezinárodní asociace univerzit a členem sítě balkánských univerzit.

## Instituce
S přibližně 40 000 studenty (2012–2013) je největší univerzitou v Severní Makedonii.
Rozsah předmětů zahrnuje řadu technických, humanitních, lékařsko-biologických a uměleckých předmětů, výuku jazyků, společenských věd, historie, kulturních věd, práva, ekonomiky a zemědělských věd.
Některé ústavy univerzita se nacházejí také mimo Skopji: Institut pro těžbu a geologii, jedna ze dvou vzdělávacích fakult se nachází ve Štipu a Institut pro pěstování rýže v Kočani.
Od roku 2009 je součástí univerzity také Pravoslavná teologická fakulta ve Skopji, založená v roce 1977 , která má status doprovodného člena. 

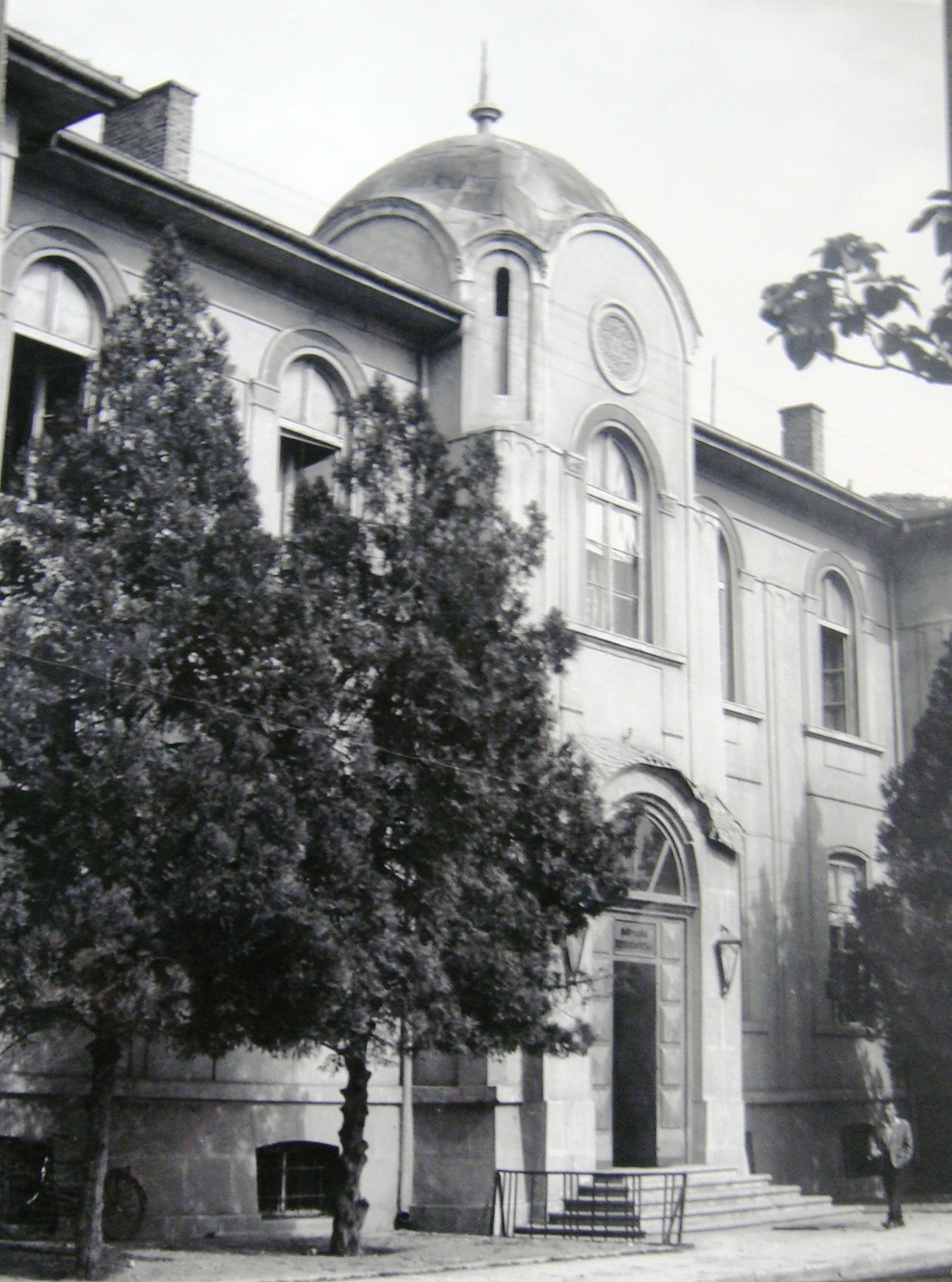
Stará univerzitní knihovna ve Skopji v době před zemětřesením
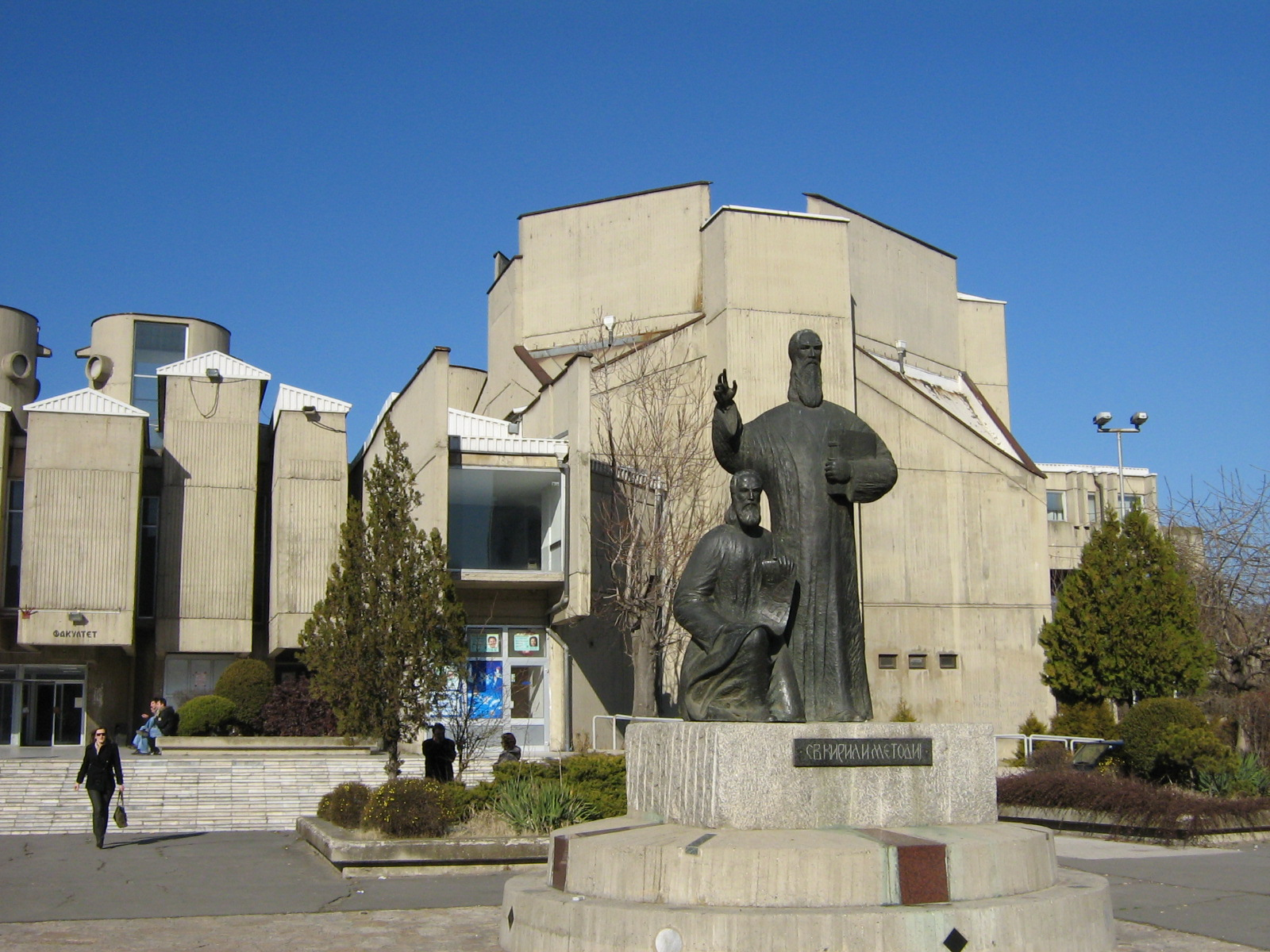
Kampus Univerzity ve Skopji se sousoším sv. Cyrila a Metoděje